# Vedbæk Station
Vedbæk Station er en dansk jernbanestation i byen Vedbæk i Nordsjælland. Den blev taget i brug ved indvielsen af Kystbanen 2. august 1897. Stationsbygningen er tegnet af Heinrich Wenck.
Stationen var endestation for Lyngby-Vedbæk Jernbane ved banens åbning i 1900, men pga. dårlig økonomi blev strækningen Vedbæk-Nærum nedlagt i 1923. Den resterende strækning udgør i dag Nærumbanen.
Der er en stor stationsbygning på Vedbæk Station. Den bruges i dag som festlokaler.

## Antal rejsende
Ifølge Østtællingen var udviklingen i antallet af dagligt afrejsende: 
| År   | Antal | År   | Antal | År   | Antal | År   | Antal |
| ---- | ----- | ---- | ----- | ---- | ----- | ---- | ----- |
| 1984 | 1.077 | 1993 | 924   | 2000 | 1.094 | 2005 | 888   |
| 1987 | 1.024 | 1995 | 1.058 | 2001 | 1.066 | 2006 | 924   |
| 1990 | 1.103 | 1996 | 1.061 | 2002 | 954   | 2007 | 801   |
| 1991 | 1.034 | 1997 | 1.028 | 2003 | 978   | 2008 | 896   |
| 1992 | 974   | 1998 | 992   | 2004 | 977   |      |       |